# 1670 w sztukach plastycznych

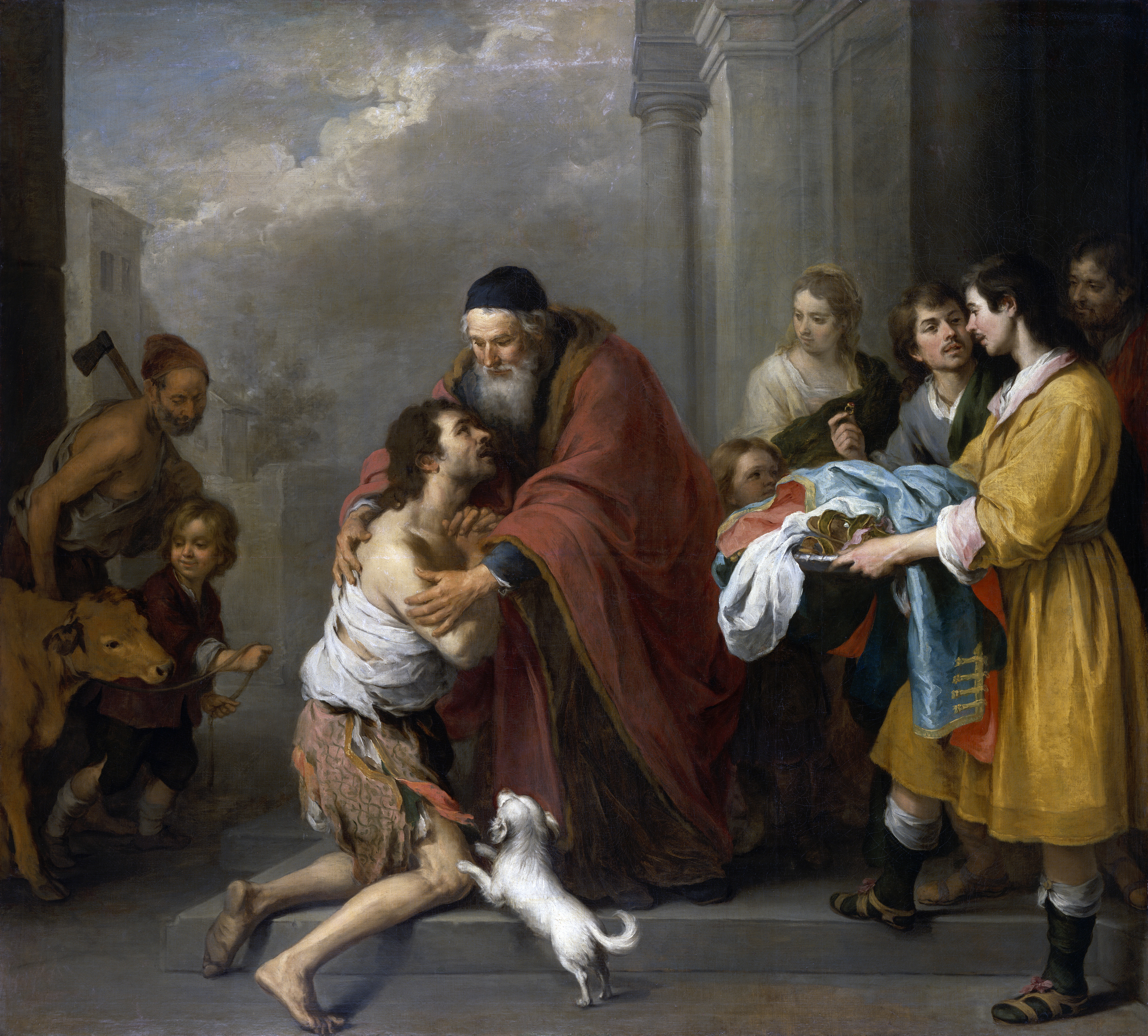
Murillo Powrót syna marnotrawnego

Wydarzenia w sztukach plastycznych i wizualnych w 1670 roku.

## Malarstwo
- Bartolomé Esteban Murillo

Chrystus uzdrawia paralityka przy Sadzawce Betesda (1667-1670) – olej na płótnie, 237×261 cm
Powrót syna marnotrawnego (ok. 1667-1670) – olej na płótnie, 236×262 cm
Św. Tomasz z Vilanueva uzdrawia chromego – olej na płótnie, 220,8×148,7 cm
- Andrzej Stech

Książę Aleksander Zasławski Ostrogski – olej na płótnie